# سیارک ۱۱۱۷۶
سیارک ۱۱۱۷۶ (به انگلیسی: 11176 Batth، نامگذاری:1998FD68) یازده هزار و صد و هفتاد و ششمین سیارک کشف شده‌است که در ۲۰ مارس ۱۹۹۸ کشف شد.
قدر مطلق سیارک برابر ۱۹.۵ است.